# Irish Republican Socialist Movement
Irish Republican Socialist Movement är ett samlingsnamn för flera nationalistiska, socialistiska och republikanska organisationer med anknytning till Irland. Irish Republican Socialist Party, Irish National Liberation Army, Irish Republican Socialist Committees of North America och Republican Socialist Youth Movement ingår under detta samlingsnamn.